# Ärtingen (Borås)
Ärtingen är en sjö i Borås kommun i Västergötland och ingår i Viskans huvudavrinningsområde. Sjön är 21,5 meter djup, har en yta på 2,65 kvadratkilometer och befinner sig 150 meter över havet. Sjön tillhör Viskans vattensystem och avvattnas av Munkån, ett cirka 3 km långt vattendrag, och står sjön i förbindelse med Öresjö. Ärtingen används sedan 2004 som reservvattentäkt för Borås kommun.
Enligt provfiske finns i sjön abborre, gädda, mört, sik och siklöja. Fångster av ål och lake har tidigare förekommit.

## Delavrinningsområde
Ärtingen ingår i delavrinningsområde (641596-133110) som SMHI kallar för Utloppet av Ärtingen. Medelhöjden är 188 meter över havet och ytan är 14,98 kvadratkilometer. Det finns inga avrinningsområden uppströms utan avrinningsområdet är högsta punkten. Munkån som avvattnar avrinningsområdet har biflödesordning 2, vilket innebär att vattnet flödar genom totalt 2 vattendrag innan det når havet efter 108 kilometer. Avrinningsområdet består mestadels av skog (67 %). Avrinningsområdet har 2,65 kvadratkilometer vattenytor vilket ger det en sjöprocent på 17,7 %.